# Flèche du Sud 2010
Der 61. Flèche du Sud fand vom 12. bis 16. Mai 2010 statt. Das Radrennen in Luxemburg wurde in vier Etappen und einem Prolog über eine Distanz von 634,7 Kilometern ausgetragen. Es ist Teil der UCI Europe Tour 2010 und in die Kategorie 2.2 eingestuft.

## Etappen
| Etappe    | Tag     | Start – Ziel                      | km    | Etappensieger    | Führender     |
| --------- | ------- | --------------------------------- | ----- | ---------------- | ------------- |
| Prolog    | 12. Mai | Schifflingen – Schifflingen (EZF) | 4,5   | Jempy Drucker    | Jempy Drucker |
| 1. Etappe | 13. Mai | Kayl – Rümelingen                 | 152,6 | Kevin Pauwels    | Jempy Drucker |
| 2. Etappe | 14. Mai | Heiderscheid – Colmar-Berg        | 157   | Mads Christensen | Lasse Bøchman |
| 3. Etappe | 15. Mai | Mamer – Roeser                    | 170,9 | Ralf Matzka      | Lasse Bøchman |
| 4. Etappe | 16. Mai | Pétange – Esch-sur-Alzette        | 149,7 | Stefan Cohnen    | Lasse Bøchman |